# Pont-Salomon
Pont-Salomon är en kommun i departementet Haute-Loire i regionen Auvergne-Rhône-Alpes i centrala Frankrike. Kommunen ligger i kantonen Saint-Didier-en-Velay som tillhör arrondissementet Yssingeaux. År 2022 hade Pont-Salomon 1 861 invånare.

## Befolkningsutveckling
Antalet invånare i kommunen Pont-Salomon
| Referens: INSEE |